# Oberstdorf
Oberstdorf är en vintersportort och köping (Markt) i Landkreis Oberallgäu i Regierungsbezirk Schwaben i förbundslandet Bayern i Tyskland. Folkmängden uppgår till cirka 10 000 invånare, på en yta av 230 kvadratkilometer.

## Historia
Orten nämns 1141 för första gången i en inskrift i stadens kyrka.

## Vintersport
Oberstdorf är ett centrum för flera olika vintersporter i Tyskland. Det gäller främst nordisk skidsport, konståkning och curling. Berget Nebelhorn, på östra sidan om Oberstdorf, erbjuder alpin skidåkning.
Oberstdorf har varit värdort för världsmästerskapen i nordisk skidsport 1987, 2005 och 2021. Oberstdorf ingår tillsammans med Garmisch-Partenkirchen, Innsbruck och Bischofshofen i den tysk-österrikiska backhopparveckan.

## Galleri

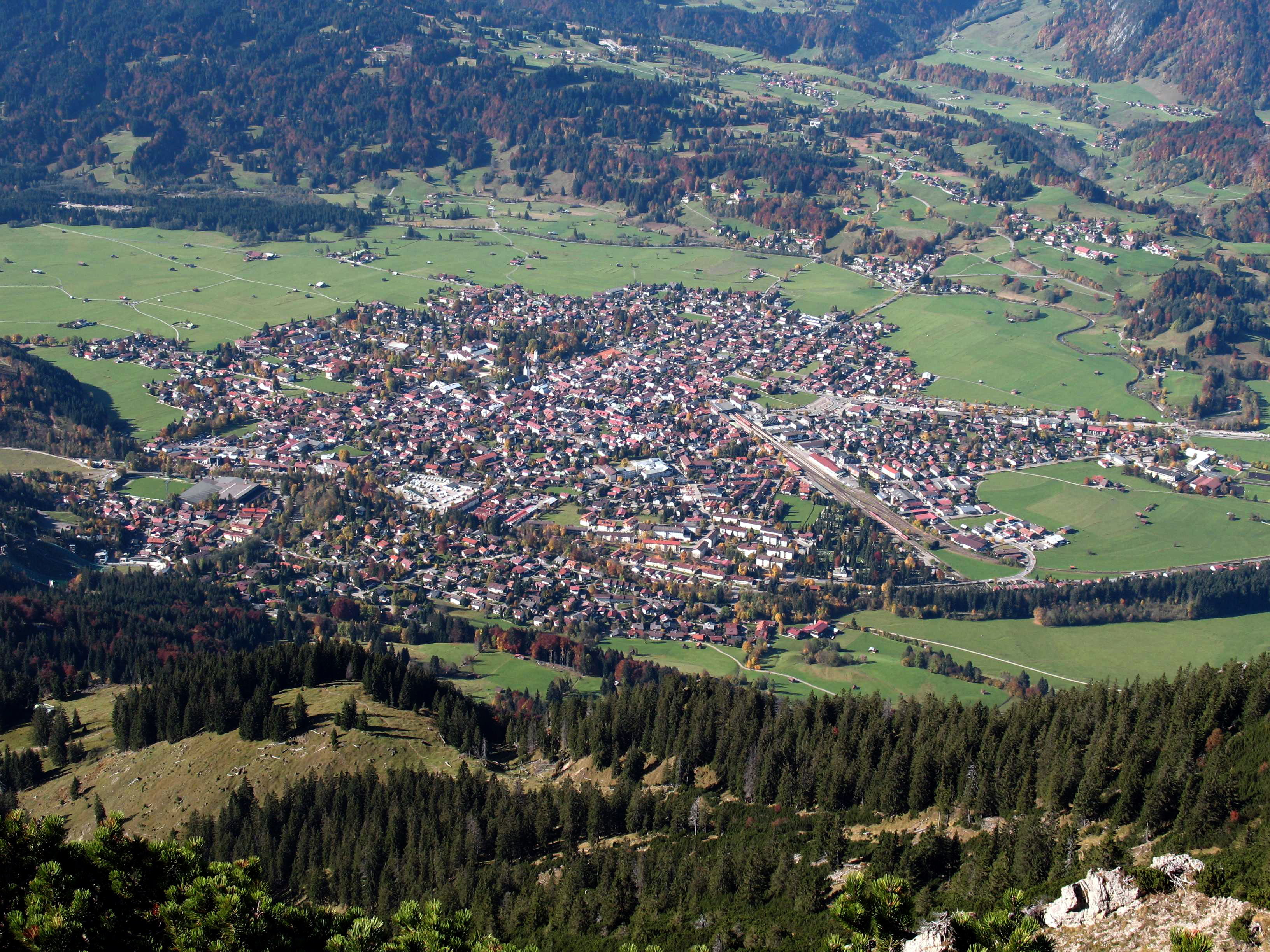
Vy över Oberstdorf
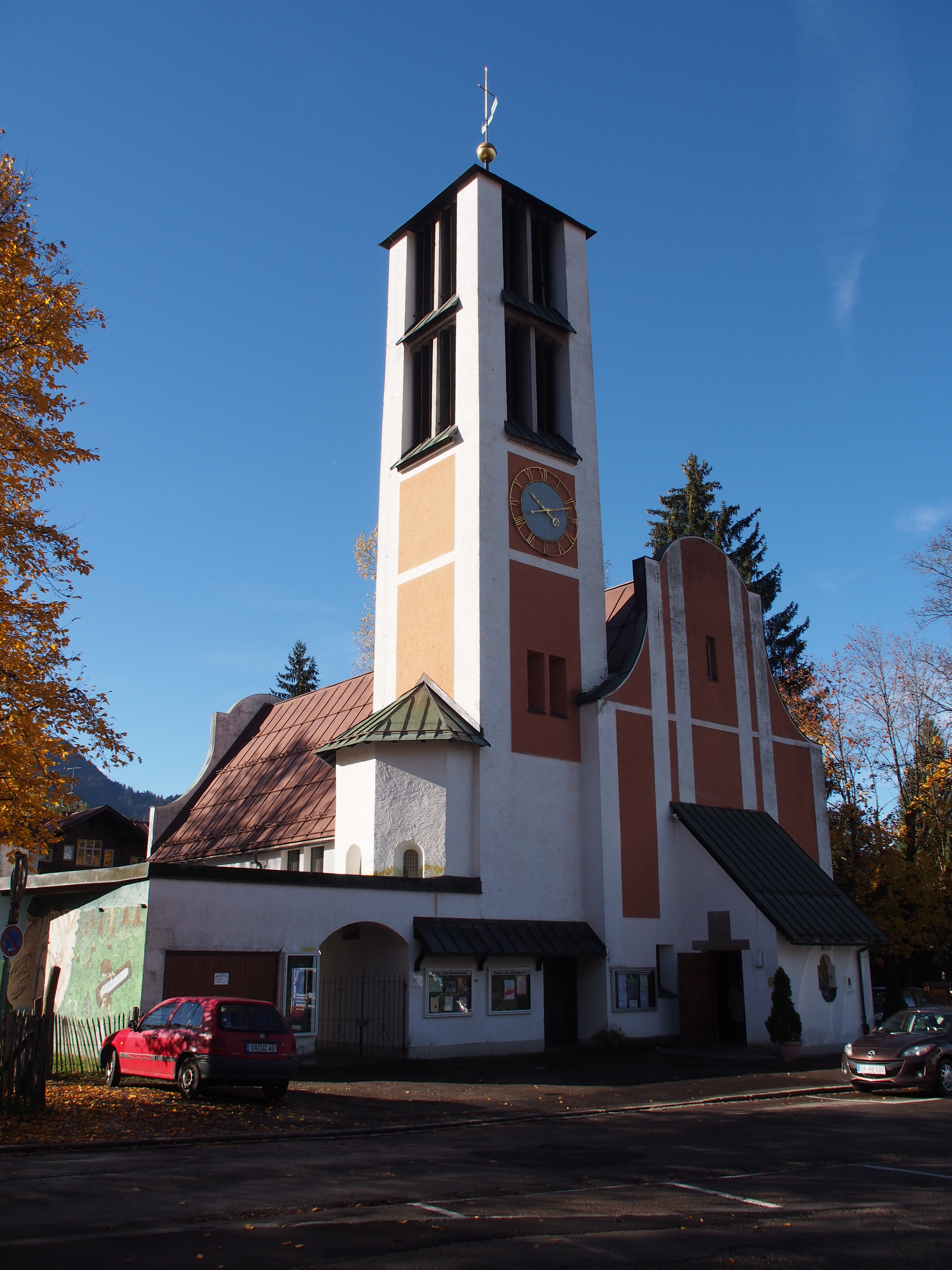
Evangeliska kyrkan "Christuskirche"
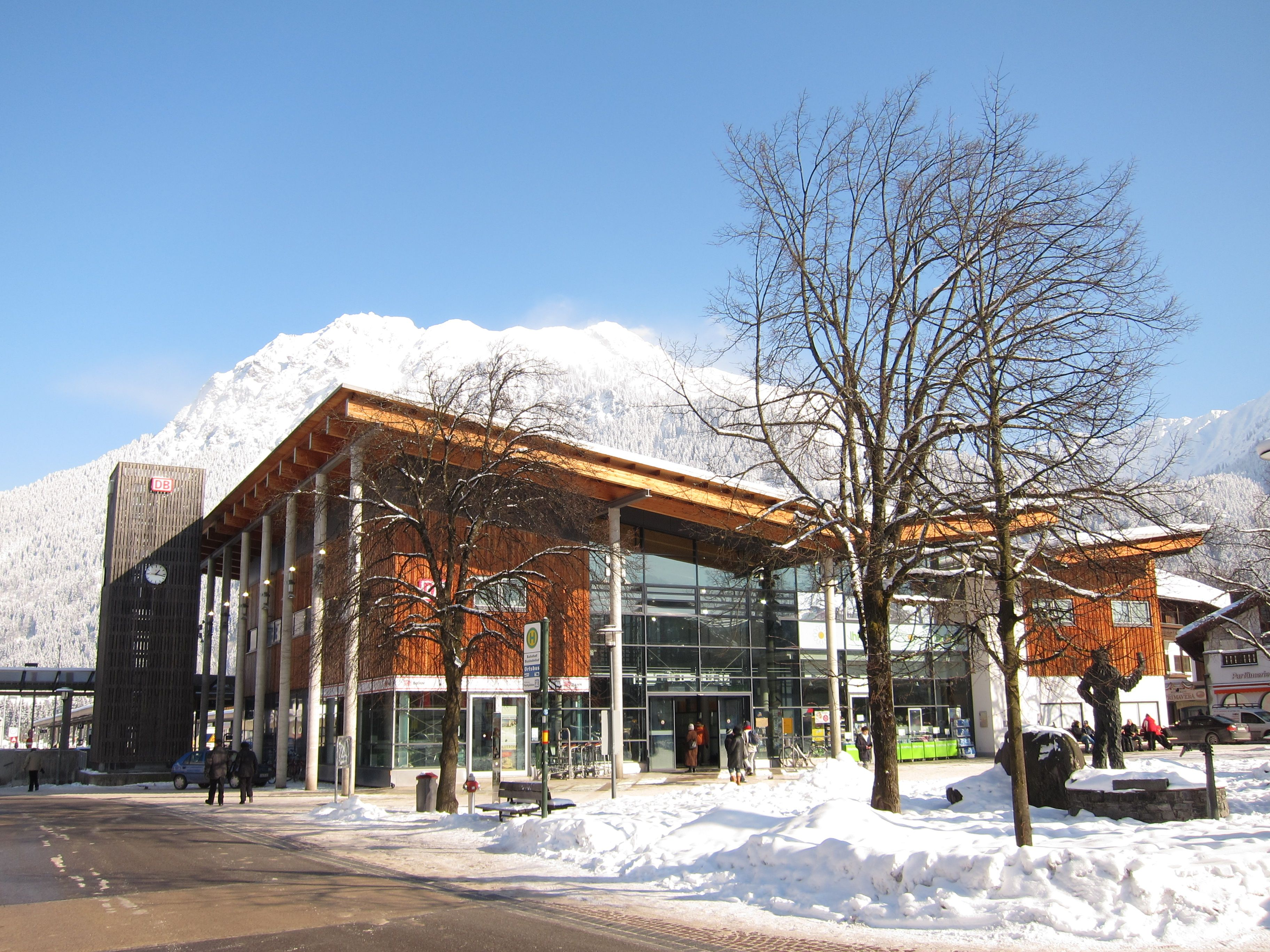
Järnvägsstation
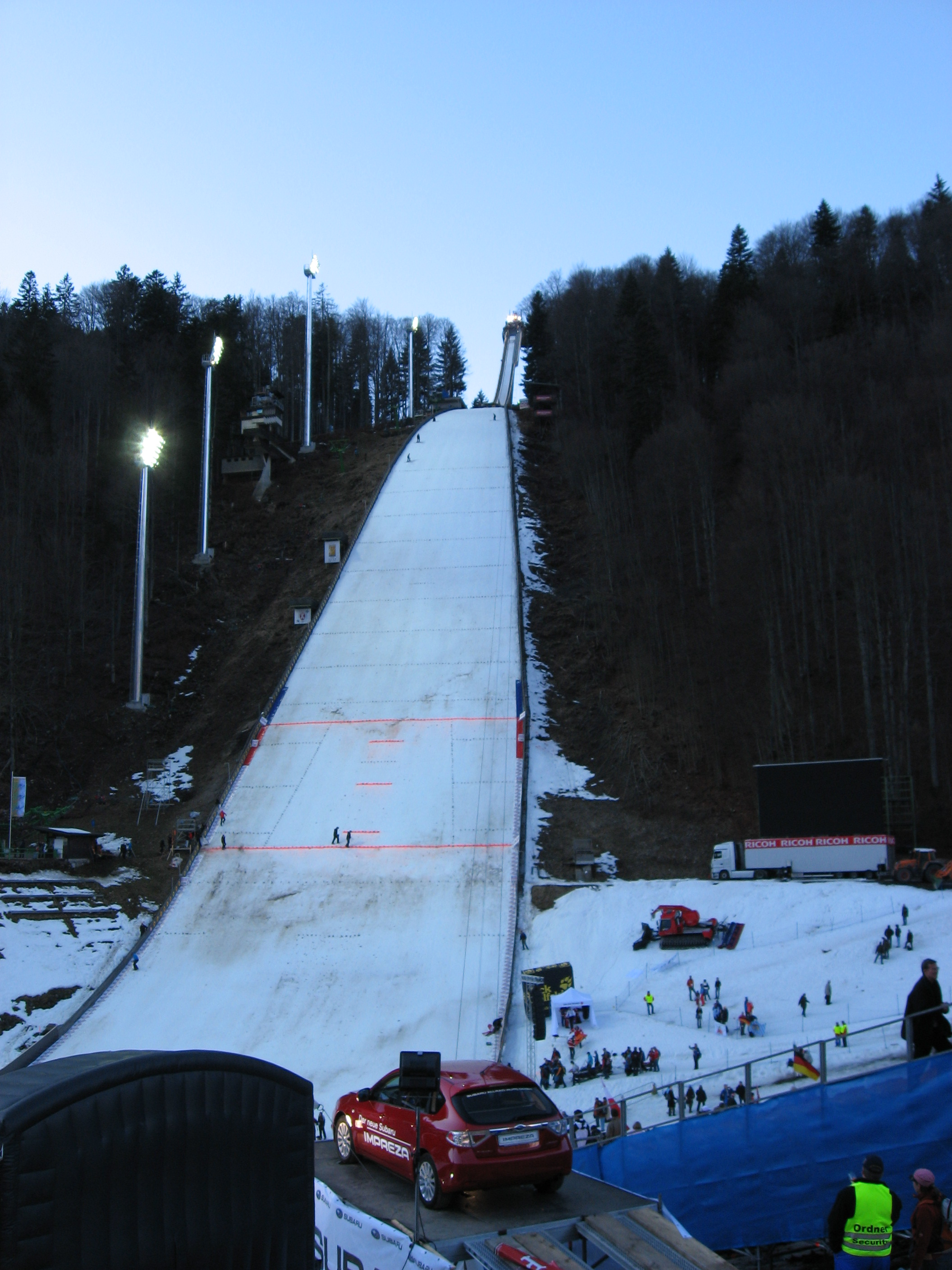
Hoppbacke "Heini-Klopfer-Schanze"
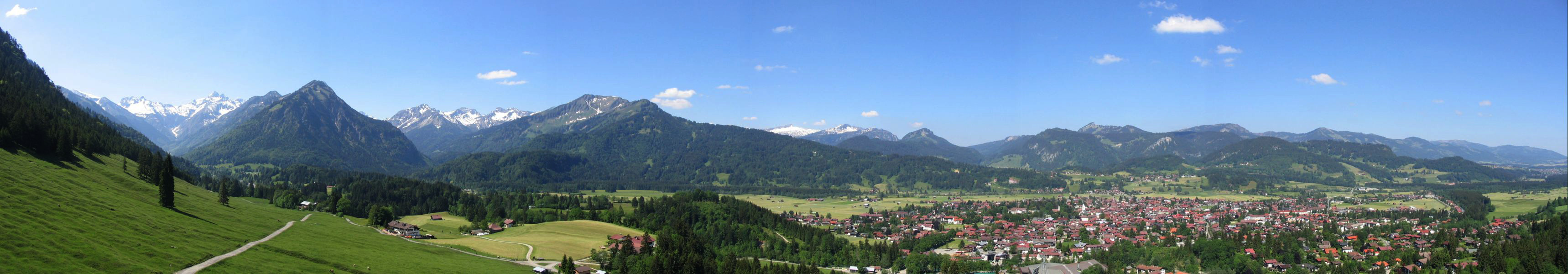
Panorama
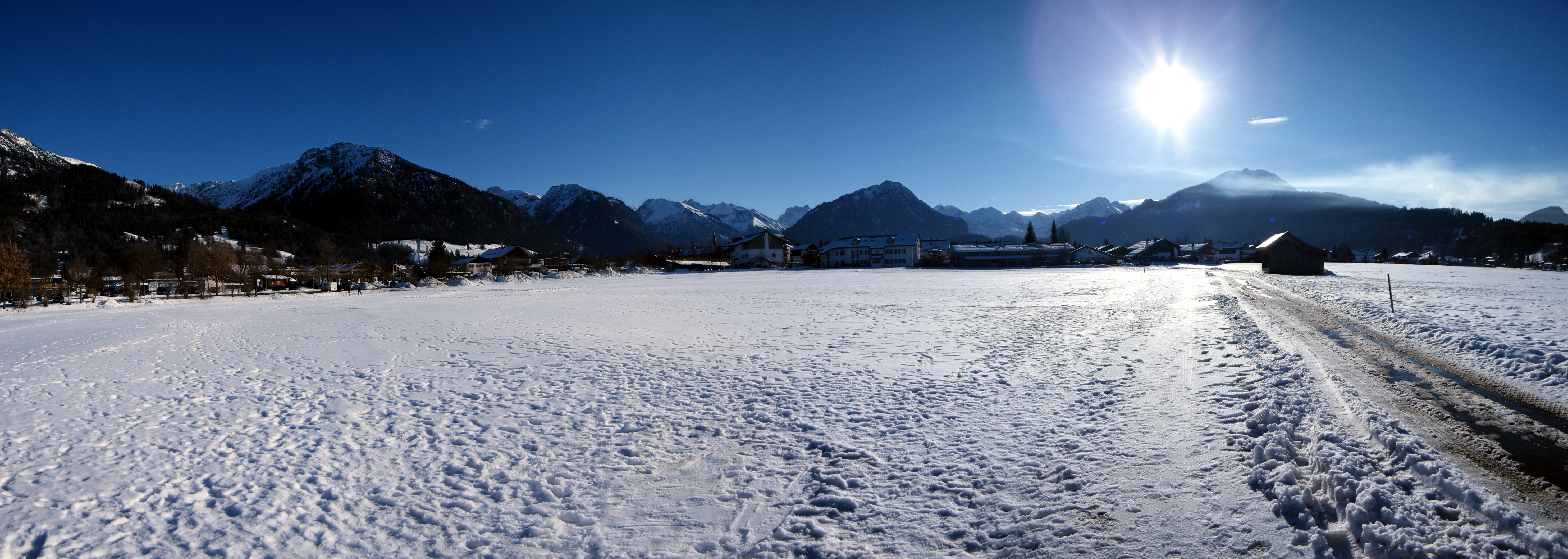
Panorama

## Kända personer som bott i Oberstdorf
- Heini Klopfer
- Georg Späth